# Thomas Eugene Watson
 Thomas Eugene Watson, né le 18 janvier 1892 à Oskaloosa et mort le 6 mars 1966, est un officier américain du Corps des Marines des États-Unis.

## Biographie
Il est né le 18 janvier 1892 à Oskaloosa en Iowa. Il étudie au Collège à Oskaloosa et, le 11 novembre 1912 est enrôlé dans le Corps des Marines. Il y est nommé sous-lieutenant le 20 octobre 1916. De 1916 à 1918, il sert dans la Deuxième Brigade en République Dominicaine. En mars 1927, il rejoint la troisième brigade maritime en Chine et sert à Shanghai. D'octobre 1930 à février 1934, il réside en République Dominicaine.
Durant la Seconde Guerre mondiale, il rejoint la troisième brigade maritime comme chef d'état-major et se rend à Samoa en avril 1942 où il  prend le commandement de la brigade en août 1942. En novembre 1943, il commande le premier groupe tactique dont le vingt-deuxième régiment maritime et dirige cette organisation durant l'assaut de l'atoll Eniwetok et aux Îles Marshall, du 6 février au 22 mars 1944. Il devient commandant général de la deuxième division marine en avril 1944 et la commande à Saipan et à Tinian dans les îles Mariannes. Du 1er au 13 avril 1945, il commande une division au large d'Okinawa.
En août 1945, il retourne au quartier général du Corps des Marines et devient directeur du personnel. En 1946, il prend le commandement de la 2e division maritime au Marine Corps Base Camp Lejeune en Caroline du Nord. Il prend sa retraite en 1950.